# جامعه‌شناسی فلسفه
جامعه‌شناسی فلسفه (به انگلیسی: Sociology of philosophy) از حوزه‌های جامعه‌شناسی است که به دنبال درک تأثیر فلسفه در جامعه، شرایط اجتماعی در فعالیت فکری و آثار فلسفه و پیکربندی‌های اجتماعی و فرایندهای پژوهش فلسفی است.

## تأسیس و توسعه
جامعه‌شناسی فلسفه، به عنوان یک شاخه جامعه‌شناسی تجربی مبتنی بر نظریه، در دهه ۱۹۸۰ توسعه یافت.
امیل دورکیم در کتاب «جامعه‌شناسی و فلسفه» که نخستین بار در ۱۹۵۳ به زبان انگلیسی منتشر شد در سه مقاله این نظریه را مطرح می‌کند که جامعه هم نظام پویا و هم محل زندگی اخلاقی است.